# ニュウマン・ロメロ
ニュウマン・ホセ・ロメロ（Niuman José Romero, 1985年1月24日 - ）は、ベネズエラ・アンソアテギ州バルセロナ出身のプロ野球選手（内野手）。右投両打。メキシカンリーグのベラクルス・イーグルス所属。

## 経歴

### プロ入りとインディアンス時代
2002年にクリーブランド・インディアンスとアマチュア・フリーエージェントとしてプロ契約を結んだ。
2005年に、傘下のルーキー級バーリントン・インディアンスでプロデビューを果たす。この年は、63試合に出場し、打率.275・2本塁打・29打点・60安打を記録した。
2006年は開幕をA級レイクカウンティ・キャプテンズで迎えた。この年は、114試合に出場し、打率.228・2本塁打・36打点・94安打を記録した。
2007年も前年同様に開幕をA級レイクカウンティで迎えた。ここでは、69試合に出場し、打率209、1本塁打、24打点、45安打を記録した。その後、A+級キンストン・インディアンスに昇格した。ここでは、12試合に出場し、打率.350・0本塁打・6打点・14安打を記録した。
2008年は開幕をA+級キンストンで迎えた。この年は、109試合に出場し、打率.296・6本塁打・53打点・117安打を記録した。
2009年は開幕をAA級アクロン・エアロズで迎えた。ここでは、38試合に出場し、打率.209・0本塁打・28打点・24安打を記録した。その後、AAA級コロンバス・クリッパーズに昇格した。ここでは、81試合に出場し、打率.254・1本塁打・27打点・64安打を記録した。マイナーリーグがシーズンを終えた9月にメジャーに初昇格し、9月8日のテキサス・レンジャーズ戦でメジャーデビューを果たした。この年は、メジャーで10試合に出場した。

### レッドソックス時代
2010年5月1日に金銭トレードでボストン・レッドソックスへ移籍した。7月2日にメジャーに昇格した。2試合に出場した後に、DFAとなり、その後マイナーに降格した。オフにフリーエージェント（FA）となった。

### ブルージェイズ傘下時代
2011年3月1日にトロント・ブルージェイズとマイナー契約を結んだ。開幕を傘下のAAA級ラスベガス・フィフティワンズで迎えた。ここでは、8試合に出場し、打率.160・4安打を記録した。

### フィリーズ傘下時代
2011年5月25日にフィラデルフィア・フィリーズに金銭トレードで移籍した。ここでは、傘下のAAA級リーハイバレー・アイアンピッグスで1試合の出場に留まった。その後、AA級レディング・フィリーズに降格した。ここでは、34試合に出場し、打率.239・0本塁打・11打点・26安打を記録した。

### メッツ傘下時代
2011年7月16日にニューヨーク・メッツとマイナー契約を結んだ。ここでは、傘下のAA級ビンガムトン・メッツで32試合に出場し、打率.243・0本塁打・12打点・25安打を記録した。

### タイガース傘下時代
2012年は、デトロイト・タイガースとマイナー契約を結び、開幕を傘下のAA級エリー・シーウルブズで迎えた。ここでは、135試合に出場し、打率.300・9本塁打・67打点・157安打を記録した。

### オリオールズ傘下時代
2013年は、ボルチモア・オリオールズとマイナー契約を結び、開幕を傘下のAA級ボウイ・ベイソックスで迎えた。ここでは、102試合に出場し、打率.280・2本塁打・27打点・104安打を記録した。その後、AAA級ノーフォーク・タイズに昇格した。ここでは、15試合に出場し、打率.167・2本塁打・3打点・8安打を記録した。オフの11月4日にFAとなった。
2014年1月にコロラド・ロッキーズとマイナー契約を結んだが、開幕前の3月27日に自由契約となった。4月にオリオールズとマイナー契約を結び、復帰した。この年は、AA級ボウイで130試合に出場し、打率.320・5本塁打・48打点・154安打を記録した。

### アスレチックス傘下時代
2014年11月26日にオークランド・アスレチックスとマイナー契約を結んだ。
2015年はAAA級ナッシュビル・サウンズで72試合に出場し、打率.278、0本塁打、16打点の成績を残していたが、8月5日に自由契約となった。

### メッツ傘下時代
2016年1月21日にニューヨーク・メッツとマイナー契約を結んだ。オフの11月7日にFAとなった。

### メキシカンリーグ時代
2017年と2018年は春夏はプレーせず、秋からベネズエラのウィンターリーグ（LVBP）でプレー。
2019年4月にメキシカンリーグのラグナ・ユニオン・コットンファーマーズと契約し、86試合に出場、打率.323、5本塁打、50打点の成績を残した。2020年1月30日に退団。
2020年と2021年は再び春夏はプレーせず、秋からベネズエラのウィンターリーグでプレー。2021年/2022年シーズンはカリビアンシリーズでも活躍し、三塁手のベストナインを受賞している。
2022年2月6日にメキシカンリーグのベラクルス・イーグルスと契約した。

## 詳細情報
| 年 度     | 球 団     | 試 合 | 打 席 | 打 数 | 得 点 | 安 打 | 二 塁 打 | 三 塁 打 | 本 塁 打 | 塁 打 | 打 点 | 盗 塁 | 盗 塁 死 | 犠 打 | 犠 飛 | 四 球 | 敬 遠 | 死 球 | 三 振 | 併 殺 打 | 打 率 | 出 塁 率 | 長 打 率 | O P S |
| --------- | --------- | ----- | ----- | ----- | ----- | ----- | -------- | -------- | -------- | ----- | ----- | ----- | -------- | ----- | ----- | ----- | ----- | ----- | ----- | -------- | ----- | -------- | -------- | ----- |
| 2009      | CLE       | 10    | 15    | 14    | 2     | 2     | 0        | 0        | 0        | 2     | 0     | 0     | 0        | 0     | 0     | 1     | 0     | 0     | 5     | 0        | .143  | .200     | .143     | .343  |
| 2010      | BOS       | 2     | 4     | 4     | 1     | 0     | 0        | 0        | 0        | 0     | 0     | 0     | 0        | 0     | 0     | 0     | 0     | 0     | 0     | 0        | .000  | .000     | .000     | .000  |
| 通算：2年 | 通算：2年 | 12    | 19    | 18    | 3     | 2     | 0        | 0        | 0        | 2     | 0     | 0     | 0        | 0     | 0     | 1     | 0     | 0     | 5     | 0        | .111  | .158     | .111     | .269  |

### 背番号
- 4 (2009年)
- 13 (2010年)